# Носов, Василий Дмитриевич
Василий Дмитриевич Носов (1848—1920) — купец-старообрядец; потомственный почётный гражданин. Его внуком был Ю. А. Бахрушин.

## Биография

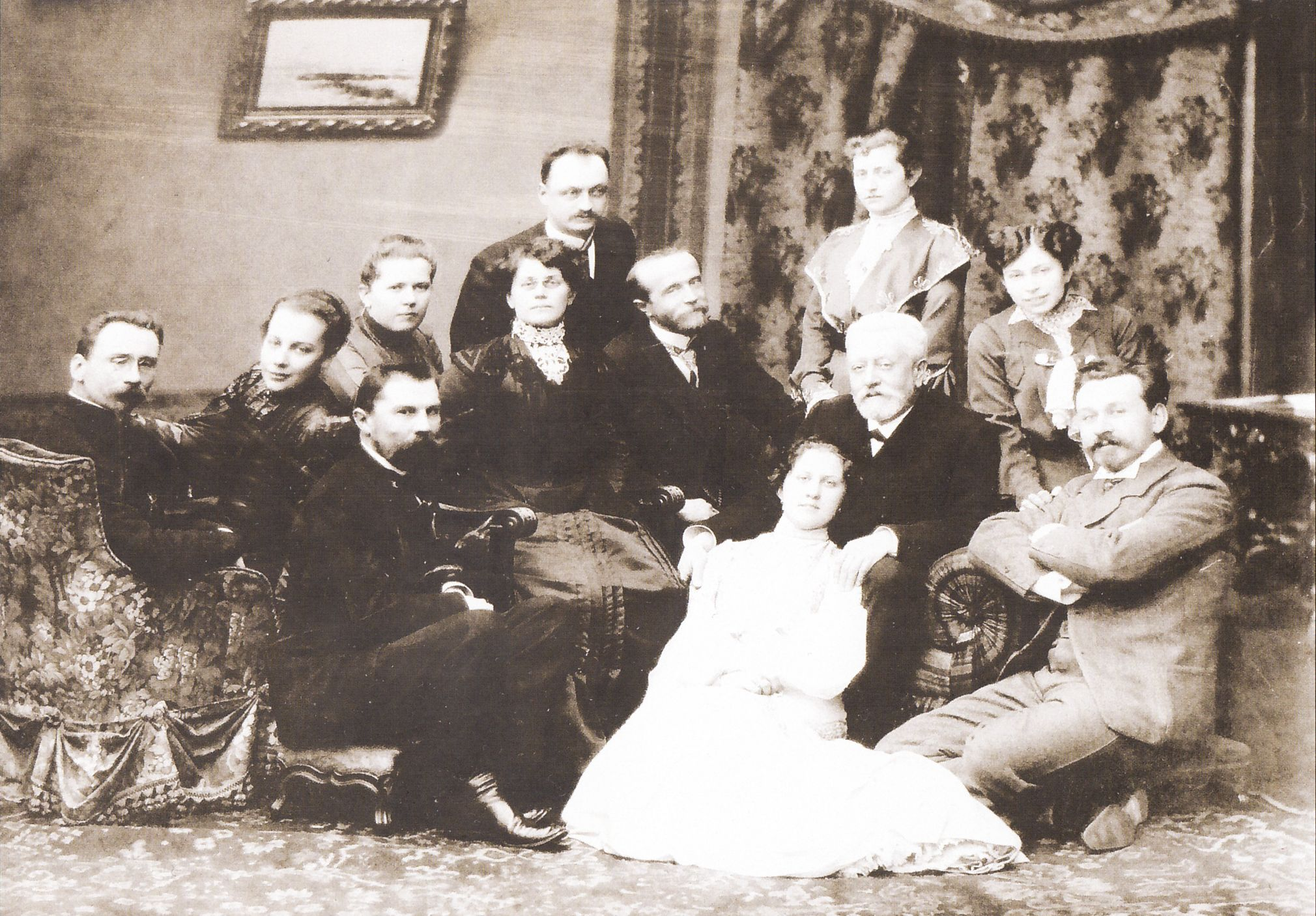
Семья В. Д. Носова. 1900-е годы

Василий Носов родился в семье ейского купца, который вместе с братом Василием в 1829 году построил на берегу Хапиловского пруда небольшую фабрику, выпускавшую драдедамовые платки. К 1880 году, когда было организовано «Промышленно-торговое товарищество мануфактур братьев Носовых», они имели амбар в Большом Черкасском переулке (д. 11) и магазин в Лубянском пассаже; на фабрике работало более 1 000 человек. Руководил делом к этому времени Владимир Дмитриевич Носов.
Женат Василий Дмитриевич Носов был на Августе Дмитриевне Жучковой (1851—1888/90). У них родилось семеро детей:  сын Василий (1872—1939) и шесть дочерей — Екатерина (1871—1943), Варвара (1874—?), Вера (1875—1942), Татьяна (1877—1919), Софья (1882—ок.1940) и Августа (1884—1960). 
Жена скоропостижно скончалась, но оставшись вдовцом, Василий Дмитриевич не стал искать себе новой хозяйки, а всецело посвятил себя семье. «Он без посторонней помощи, порой неумело и делая ошибки, сумел дать образование и воспитать всех своих детей».
Вера, единственная из дочерей В. Д. Носова, училась в казённой гимназии — 2-й Московской, остальные были отданы в частные.
В 1870-е он выкупил у купца Никиты Осиповича Жучкова, рядом с фабрикой, большое владение на углу Малой Семёновской и Лаврентьевской улиц с одноэтажным деревянным, на каменном фундаменте, зданием. Строительные работы сначала вёл губернский архитектор Милюков. Спустя десять лет В. Д. Носов поручает строительство архитектору П. П. Щёголеву. Его внук, Ю. А. Бахрушин, вспоминал: «Помню обширный сад с оранжереями, фруктовыми деревьями, речкой Синичкой, конюшнями и псарней, где была масса охотничьих собак деда и дяди».
В 1902 году сын Василия Дмитриевича Носова, Василий Васильевич, женился на дочери умершего к тому времени Павла Михайловича Рябушинского — Евфимии Павловне. Василий Дмитриевич отдал ему старый дом (Малая Семеновская, д. 1), разделил большой сад пополам и начал строить на своей половине сада новый дом. Проект нового деревянного особняка Носова был заказан одному из самых модных тогда в Москве архитекторов Л. Н. Кекушеву. Старый особняк (называемый ныне — особняк Е. П. Носовой) Евфимией Павловной был изменён: переделку дома (экстерьер и интерьеры) осуществляли архитекторы Агеенко (пристройка левого крыла, 1910) и Жолтовский (парадный столовый зал); парадные залы, лестницы оформляли и расписывали художники Мстислав Добужинский и Валентин Серов.
Его внук, Ю.Бахрушин, вспоминал: «Дед почти никогда не устраивал пышных званых вечеров, зато на святках, на масленице и семейные табельные дни у него обязательно бывали семейные обеды. Присутствовали на них все дочери с мужьями, сын с женою и внуки с внучками, вышедшие из младенческого возраста… На святках заботою моей младшей тетки сооружалась огромная елка и накупалась масса сладостей и подарков для всего молодого поколения. Масленичная трапеза длилась часами, блины подавались на всякие вкусы: и тонкие, и пышные, и с ветчиной, и со снетками, и с яйцами».
После Октябрьской революции Василия Дмитриевича Носова выселили из его дома, он жил в подмосковной Перловке, где и умер. Его сын Василий и дочери — Екатерина, Варвара, Софья эмигрировали. В России остались Вера Васильевна Бахрушина, Татьяна Васильевна, в замуж. Алексеева и Августа Васильевна, в замуж. Кондрашева.